# Omna (huyện)
Omna là một huyện thuộc tỉnh Paktika, Afghanistan. Dân số thời điểm năm 1999 là 10,035 người.